# Macrosoma tipulata
Macrosoma tipulata é uma borboleta noturna neotropical da família Hedylidae, encontrada em habitat amazônico, na América do Sul, também ocorrendo na América Central; classificada em 1818 por Jacob Hübner e constituindo-se na espécie-tipo do gênero Macrosoma. Suas lagartas, verdes e dotadas de um par de "chifres", são denominadas lagarta-do-cupuaçu por terem o costume de atacar as folhas jovens das plantas de cupuaçu (Theobroma grandiflorum).

## Descrição
São borboletas com pouco dimorfismo sexual, dotadas de asas de cor branca salpicada de pontuações castanhas e com características marcações irregulares e angulosas, de centro branco e borda castanho-escura, na área central das suas asas anteriores; medindo cerca de 4 centímetros de envergadura e apresentando corpo delgado.

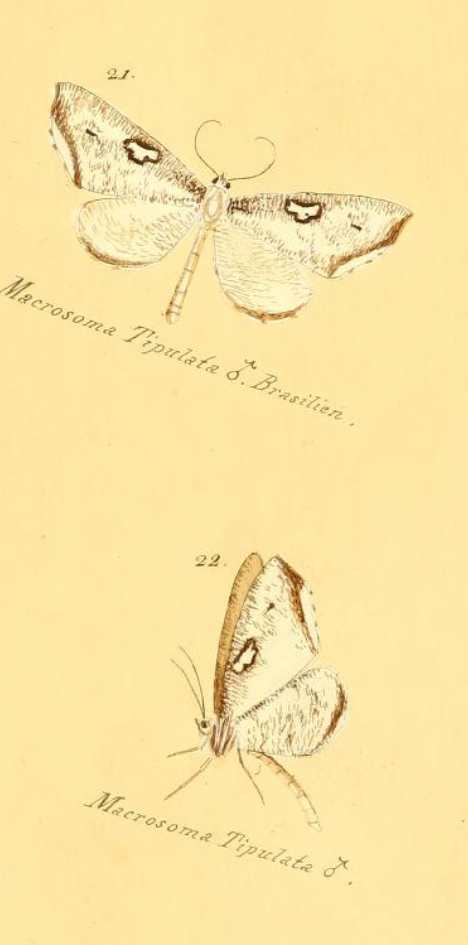
As primeiras ilustrações científicas de M. tipulata; publicadas por Jacob Hübner em 1818.

## Distribuição geográfica
A espécie Macrosoma tipulata está amplamente distribuída desde o noroeste da Costa Rica até a Região Sudeste do Brasil (Scoble 1990, 1992).